# Sutonocrea paupera
Sutonocrea paupera là một loài bướm đêm thuộc phân họ Arctiinae, họ Erebidae.